# 平通盛
平 通盛（たいら の みちもり）は、平安時代末期の平家の武将。平教盛の嫡男。平教経らの兄。妻の1人は小宰相。越前三位と呼ばれた。本名は公盛。

## 生涯

### 北陸道の戦い
父の教盛は平清盛の弟で、平氏政権樹立とともに教盛の家系も栄達することになった。父の教盛は門脇中納言と呼ばれ、嫡男の通盛も幼くして従五位下・蔵人に任じられ、順調に昇進を重ねる。
平氏の財源の柱は知行国支配であり、その中でも大国の越前国は重要な収入源だった。越前国の知行国主は清盛の嫡男の平重盛であり、従弟の通盛は国司となり支配を固めた。ところが、治承3年（1179年）に重盛が死去すると、後白河法皇は越前国を取り上げ、通盛も国司を解任されてしまう。清盛はこの措置に怒り、やがて、同年11月の治承三年の政変につながる。この政変によって通盛は越前守に復帰している。
治承4年（1180年）5月の以仁王の挙兵に端を発して、各地で反平氏の蜂起が起こる。その中の最たるものが関東で挙兵した源頼朝と信濃国で挙兵した源義仲だった。頼朝、義仲の叔父で以仁王の挙兵に関与した源行家も三河国、尾張国で勢力圏を築きつつあった。養和元年（1181年）3月、平重衡を大将とする行家討伐の軍が派遣され、通盛も従軍。墨俣川の戦いで行家を撃破する。
北陸道の加賀国・能登国でも在地の源氏が蠢動し始めていた。越前守の通盛は従兄の平経正とともにこの鎮定を命じられた。同年9月、越前国に賊徒が乱入して大野郡・坂北郡に放火した。国府にあった通盛は国中が従わない状態になっていると報告を送っている。越前国水津の戦いで通盛の軍は越前・加賀の国人（源義仲配下の根井行親）に敗れ、国府を放棄して津留賀城（敦賀城）への退却を余儀なくされている。援軍を求め、平教経・行盛らが送られることが決まるが、通盛は津留賀城を放棄して山林へ逃れて、11月に帰京している。北陸道は義仲に侵食されることになった。
寿永2年（1183年）4月、平維盛を総大将とする源義仲追討軍（『平家物語』によると10万騎）が編成され、通盛も大将軍の一人として従軍する。追討軍は越前国燧城の戦いで勝利を収めた。5月に入り、維盛らの主力7万騎は義仲を追って加賀国から越中国へ進出。通盛は平知度と3万騎の兵を率いて能登国の反乱鎮圧に向かった。だが、維盛の主力軍が倶利伽羅峠の戦いで大敗を喫してしまう。通盛も能登から撤退。義仲は逃げる平氏軍を追撃し篠原の戦いで北陸追討軍は壊滅した。

### 一門都落ち
同年7月、京都の維持が難しくなり、平氏は都落ちをする。京は源義仲が支配することになった。だが、義仲は京の統治に失敗し、後白河法皇とも対立するようになる。同年閏10月、讃岐国屋島の平氏の本営を攻略すべく義仲は足利義清を派遣し、備中国水島で渡海のための水軍編成の準備をさせるが、そこへ平知盛を総大将とし、教盛・通盛・教経父子を副将軍とする軍勢が襲撃、義仲軍は壊滅し、足利義清は自害してしまう（水島の戦い）。平氏軍の久々の勝利であった。いよいよ信望を失った源義仲は後白河法皇を幽閉して強引に政権を握ろうとするが、寿永3年（1184年）正月、鎌倉の頼朝が派遣した源範頼・義経の軍に滅ぼされた。
一方、平氏は摂津国福原へ進出して都の奪回をうかがうまでに勢力を回復させていた。同年2月4日、福原を攻略すべく源範頼・義経の軍が京を発向。平氏は福原の外周に防御陣を築いてこれに備えた。山の手の陣には通盛と弟の教経が配された。通盛には小宰相という妻がいた。『平家物語』によると決戦を前に沖合いの平氏の船団から妻を呼び寄せ最後の名残を惜しんでいたが、剛勇で知られる弟の教経から「そのような心がけでは、合戦の役には立ちませんよ」とたしなめられてようやく船へ帰している。2月7日に矢合わせとなり激戦が繰り返されるが、一ノ谷の戦いで平氏は海に向かって敗走を始めた。通盛は湊川の辺で佐々木俊綱に討たれた。『平家物語』では敗勢の中で自害しようとするが木村成綱、玉井助景らに取り囲まれて討たれている。この戦いで弟の教経、業盛も討ち死にしている（『吾妻鏡』による。教経については別の史料に生存の風聞があり、壇ノ浦の戦いで戦死したという説もある）。享年32。2月13日、通盛の首は討ち取られた他の一門の者たちと共に京で獄門にかけられた。妻の小宰相は夫の死を悲しみ、屋島への帰路に海へ身を投げて通盛の後を追った。
他には『吾妻鏡』の文治元年12月17日の項に「越前三位通盛卿息一人被搜出之」とあり、生母は不明だが鎌倉の平家残党狩りによって明らかになった息子がいた事が判明している（通衡かどうかは不明）。また「鶴岡八幡宮供僧次第」によると源実朝暗殺の際に嫌疑をかけられた平教盛の孫とされる僧がいるが、出家した通衡か教盛の別の孫なのかは不明。

## 背景
『平家物語』の小宰相とのエピソードがどの程度真実かは不明だが、実際は平家本流の宗盛達と院への関係強化という政治的な要素が濃い。
- 通盛の父の教盛は後白河法皇と関係が深く、娘達もそれぞれ後白河法皇の近臣や、高倉天皇やその母の平滋子と関係が深い藤原範季・藤原成経・源通親に嫁がせている
- 通盛には幼いとはいえ北の方として、公卿であり平家の棟梁だった宗盛の娘がいたのに結婚を許されており、また宗盛も教盛の娘を妻にしていた
- 小宰相自身は上西門院の女房で、姉妹が二条天皇の生母源懿子の父藤原経実の室であり、経実の息子の藤原経宗は教盛と同じく後白河院との関係が深い平重盛の息子の平宗実を猶子としていた

元々上西門院と後白河法皇の姉弟は当人達だけでなく関係者達同士の繋がりも深く、これらの事情からして通盛と小宰相にしても完全な恋愛結婚とは言い切れない側面がある。滋子は上西門院の女房だった時に当時上皇だった後白河法皇に見初められ妃となって高倉天皇が誕生している。源頼朝も上西門院の皇后宮権少進や蔵人を務めていた時に、同じ御所に住んでいた後白河上皇の男色相手だったのではないかという説もあり、平治の乱の際の池禅尼から平清盛への頼朝の助命嘆願は上西門院や後白河上皇の意向もあったのではないかと言われている。

## 経歴
※日付＝旧暦
- 永暦元年（1160年）
  - 正月16日：蔵人
  - 2月17日：従五位下
- 長寛2年（1164年）正月23日：中務大輔
- 永万元年（1165年）
  - 10月2日：常陸介兼任
  - 12月30日：従五位上
- 仁安元年（1166年）10月21日：左兵衛佐兼任。中務大輔を辞任
- 仁安3年（1168年）
  - 3月15日：正五位下
  - 5月13日：能登守。左兵衛佐如元
  - 8月4日：従四位下
- 承安2年（1172年）
  - 正月19日：従四位上（建春門院御給）
  - 3月29日：正四位下
- 安元2年（1176年）正月20日：越前守
- 治承3年（1179年）
  - 10月9日：越前守を辞任（後任・藤原季能）。能登守に遷任
  - 10月21日：中宮亮兼任
  - 11月18日：越前守に再任
- 養和元年（1181年）8月15日：越前守を辞任
- 寿永2年（1183年）
  - 2月21日：従三位
  - 8月6日：除名

## 系譜
- 父：平教盛（1128-1185）
- 母：藤原資憲の娘
- 正室：平宗盛の娘
- 側室：小宰相（1164?-1184） - 藤原憲方の娘
- 生母不明の子女
  - 男子：平通衡